# Gevangenis van Serang
De Gevangenis van Serang was een gevangenis in het voormalige Nederlands-Indië in de plaats Serang. Serang lag op ongeveer 80 km ten westen van Batavia en op ongeveer 25 km van de westkust van Java (Straat Soenda). De Gevangenis lag in het westen van de stad, dicht bij het oude centrum.
Deze gevangenis werd in de periode van 2 maart 1942 tot 13 april 1942 o.a. gebruikt als krijgsgevangenenkamp voor de ongeveer 675 overlevende opvarenden van de Australische kruiser HMAS Perth en de Amerikaanse USS Houston. Deze twee boten werden in de nacht van 28 februari 1942 tot zinken gebracht bij hun ontsnappingspoging na de Slag in de Javazee. De krijgsgevangenen zijn vervolgens overgebracht naar het 10e Bataljon in Batavia.